# Marduk-zer-...
Pour les articles homonymes, voir Marduk (homonymie).
Marduk-zêr-[...] est le dixième roi babylonien de la seconde dynastie d'Isin. Il régna vers 1046-1035 av. J.-C. La forme complète de son nom est toujours inconnue même si diverses hypothèses ont été faites,. La durée de son règne est presque la seule information connue à son sujet.